# Berga, Helgesta
Berga är en by i Helgesta socken, Flens kommun.
En Bengt i Berga omtalas vid räfsteting i Villåttinge härad 1385, det kan dock avse Berga i Dunkers socken. 1418, då Magnus Mickelsson i Oppeby bytte till sig 8 penningland i Berga av Lars Gudstensson i Östra Grinda mot lika mycket jord i Östra Grinda avser det dock med säkerhet Berga i Helgesta. Under 1500-talet redovisas Berga som 1 mantal skatte, 6 öresland. Jens i Berga fick 1546 på sina syskons vägnar fast på 1 öresland och 17 penningland i Berga som han köpt av Erik i Töversta. I Warnmarcks Rese-Book 1709 upptas ett gästgiveri i Berga på vägen mellan Nyköping och Eskilstuna, skjutsning sker därifrån till Dymmelsta och Öresta. 1765 förrättades storskifte i byn, då fanns tre bönder som delägare i hemmanet. Gästgiveriet fanns kvar länge, 1877 anges det även fungera som postexpedition. 1888 fanns gästgiveriet ännu kvar, men 1892 hade det upphört.